# Arrondissement Brioude
Das Arrondissement Brioude ist ein Verwaltungsbezirk im Département Haute-Loire in der französischen Region Auvergne-Rhône-Alpes. Hauptort (Unterpräfektur) ist Brioude.

## Geschichte
Am 4. März 1790 wurde mit der Gründung des Départements Haute-Loire auch ein District de Brioude gegründet, der im Wesentlichen mit dem heutigen Arrondissement übereinstimmte. Der Distrikt wurde mit der Gründung der Arrondissements am 17. Februar 1800 in das neue Arrondissement Brioude überführt.
Zum 1. Januar 2007 wechselten die Gemeinden des ehemaligen Wahlkreises (Kantons) Saugues vom Arrondissement Le Puy-en-Velay zum Arrondissement Brioude.

## Geografie
Das Arrondissement grenzt im Norden an die Arrondissements Issoire und Ambert im Département Puy-de-Dôme, im Osten und Südosten an das Arrondissement Le Puy-en-Velay, im Süden an das Arrondissement Mende im Département Lozère (Okzitanien) und im Westen an das Arrondissement Saint-Flour im Département Cantal.

## Wahlkreise
Im Arrondissement liegen fünf Wahlkreise (Kantone):
- Kanton Brioude
- Kanton Gorges de l’Allier-Gévaudan
- Kanton Pays de Lafayette
- Kanton Plateau du Haut-Velay granitique (mit 15 von 26 Gemeinden)
- Kanton Sainte-Florine

## Gemeinden
Die Gemeinden des Arrondissements Brioude sind:
| 1. Agnat (43001)                     | 2. Ally (43006)                       | 3. Arlet (43009)                         | 4. Aubazat (43011)                   |
| 5. Autrac (43014)                    | 6. Auvers (43015)                     | 7. Auzon (43016)                         | 8. Azérat (43017)                    |
| 9. Beaumont (43022)                  | 10. Berbezit (43027)                  | 11. La Besseyre-Saint-Mary (43029)       | 12. Blassac (43031)                  |
| 13. Blesle (43033)                   | 14. Bonneval (43035)                  | 15. Bournoncle-Saint-Pierre (43038)      | 16. Brioude (43040)                  |
| 17. Cerzat (43044)                   | 18. La Chaise-Dieu (43048)            | 19. Chambezon (43050)                    | 20. Champagnac-le-Vieux (43052)      |
| 21. Chanaleilles (43054)             | 22. Chaniat (43055)                   | 23. Chanteuges (43056)                   | 24. La Chapelle-Geneste (43059)      |
| 25. Charraix (43060)                 | 26. Chassagnes (43063)                | 27. Chassignolles (43064)                | 28. Chastel (43065)                  |
| 29. Chavaniac-Lafayette (43067)      | 30. Chazelles (43068)                 | 31. Chilhac (43070)                      | 32. La Chomette (43072)              |
| 33. Cistrières (43073)               | 34. Cohade (43074)                    | 35. Collat (43075)                       | 36. Connangles (43076)               |
| 37. Couteuges (43079)                | 38. Cronce (43082)                    | 39. Cubelles (43083)                     | 40. Desges (43085)                   |
| 41. Domeyrat (43086)                 | 42. Espalem (43088)                   | 43. Esplantas-Vazeilles (43090)          | 44. Félines (43093)                  |
| 45. Ferrussac (43094)                | 46. Fontannes (43096)                 | 47. Frugerès-les-Mines (43099)           | 48. Frugières-le-Pin (43100)         |
| 49. Grenier-Montgon (43103)          | 50. Grèzes (43104)                    | 51. Javaugues (43105)                    | 52. Jax (43106)                      |
| 53. Josat (43107)                    | 54. Lamothe (43110)                   | 55. Langeac (43112)                      | 56. Laval-sur-Doulon (43116)         |
| 57. Lavaudieu (43117)                | 58. Lavoûte-Chilhac (43118)           | 59. Lempdes-sur-Allagnon (43120)         | 60. Léotoing (43121)                 |
| 61. Lorlanges (43123)                | 62. Lubilhac (43125)                  | 63. Malvières (43128)                    | 64. Mazerat-Aurouze (43131)          |
| 65. Mazeyrat-d’Allier (43132)        | 66. Mercœur (43133)                   | 67. Monistrol-d’Allier (43136)           | 68. Montclard (43139)                |
| 69. Paulhac (43147)                  | 70. Paulhaguet (43148)                | 71. Pébrac (43149)                       | 72. Pinols (43151)                   |
| 73. Prades (43155)                   | 74. Saint-Arcons-d’Allier (43167)     | 75. Saint-Austremoine (43169)            | 76. Saint-Beauzire (43170)           |
| 77. Saint-Bérain (43171)             | 78. Saint-Christophe-d’Allier (43173) | 79. Saint-Cirgues (43175)                | 80. Saint-Didier-sur-Doulon (43178)  |
| 81. Saint-Étienne-sur-Blesle (43182) | 82. Saint-Georges-d’Aurac (43188)     | 83. Saint-Géron (43191)                  | 84. Saint-Hilaire (43193)            |
| 85. Saint-Ilpize (43195)             | 86. Saint-Julien-des-Chazes (43202)   | 87. Saint-Just-près-Brioude (43206)      | 88. Saint-Laurent-Chabreuges (43207) |
| 89. Saint-Pal-de-Senouire (43214)    | 90. Saint-Préjet-Armandon (43219)     | 91. Saint-Préjet-d’Allier (43220)        | 92. Saint-Privat-du-Dragon (43222)   |
| 93. Saint-Vénérand (43225)           | 94. Saint-Vert (43226)                | 95. Sainte-Eugénie-de-Villeneuve (43183) | 96. Sainte-Florine (43185)           |
| 97. Sainte-Marguerite (43208)        | 98. Salzuit (43232)                   | 99. Saugues (43234)                      | 100. Sembadel (43237)                |
| 101. Siaugues-Sainte-Marie (43239)   | 102. Tailhac (43242)                  | 103. Thoras (43245)                      | 104. Torsiac (43247)                 |
| 105. Vals-le-Chastel (43250)         | 106. Venteuges (43256)                | 107. Vergongheon (43258)                 | 108. Vézézoux (43261)                |
| 109. Vieille-Brioude (43262)         | 110. Villeneuve-d’Allier (43264)      | 111. Vissac-Auteyrac (43013)             |                                      |

## Ehemalige Gemeinden
- Bis 2015: Croisances, Esplantas, Vazeilles-près-Saugues

## Belege
1. ↑   Arrêté no 2006/SGAR/223 modifiant les limites territoriales de l’arrondissement de Brioude: rattachement du canton de Saugues à l’arrondissement de Brioude (Memento vom 5. Dezember 2008 im Internet Archive) (PDF; 51 kB)